# Vladimir Găitan

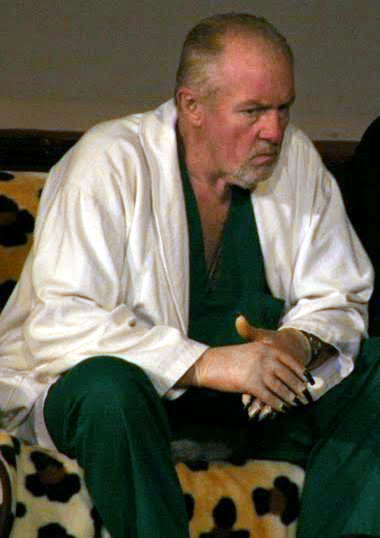
Vladimir Găitan (2008)

Vladimir Găitan (* 2. Februar 1947 in Suceava, Rumänien; † 10. November 2020) war ein rumänischer Schauspieler.

## Leben
Vladimir Găitan studierte Schauspiel an der Nationaluniversität der Theater- und Filmkunst „Ion Luca Caragiale“. Bereits während des Studiums debütierte er mit der von Lucian Pintilie inszenierten Komödie Die Rekonstruktion beim rumänischen Film. Anschließend spielte er an mehreren Theatern und war unter anderem mit Lockruf des Goldes und Der Mann mit dem Ring im Ohr auch beim Deutschen Film zu sehen.
Găitan war verheiratet und hat mit der Schauspielerin Gloria Găitan eine Tochter, die mit ihm bereits auf der Bühne stand.

## Filmografie (Auswahl)
- 1968: Die Rekonstruktion (Reconstituirea)
- 1972: Das Warten (Așteptarea)
- 1973: Sag mir, wie dein Name ist (Întunecare)
- 1973: Zwischen Verdacht und Vertrauen (Ceață)
- 1975: Hier kommt keiner durch (Pe aici nu se trece)
- 1975: Lockruf des Goldes (Fernseh-Miniserie)
- 1978: Frühling in Oltenien (Din nou împreuna)
- 1979: Fahrerflucht (Accident)
- 1982: Die Begegnung (Întîlnirea)
- 1984: Der Mann mit dem Ring im Ohr
- 1985: Gefährlicher Flug (Zbor periculos)
- 1989: Kreuzritter 7 – Schlacht um die Ehre (Mircea)
- 1990: Kreuzritter 6 – Für Heimat und Vaterland (Coroana de foc)